# Enchanted Lake
Enchanted Lake är en sjö i Kanada.   Den ligger i provinsen Nova Scotia, i den sydöstra delen av landet, 1 000 km öster om huvudstaden Ottawa. Enchanted Lake ligger 48 meter över havet.
Runt Enchanted Lake är det i huvudsak tätbebyggt. Runt Enchanted Lake är det mycket tätbefolkat, med 1 056 invånare per kvadratkilometer.